# 拉丁大屠杀

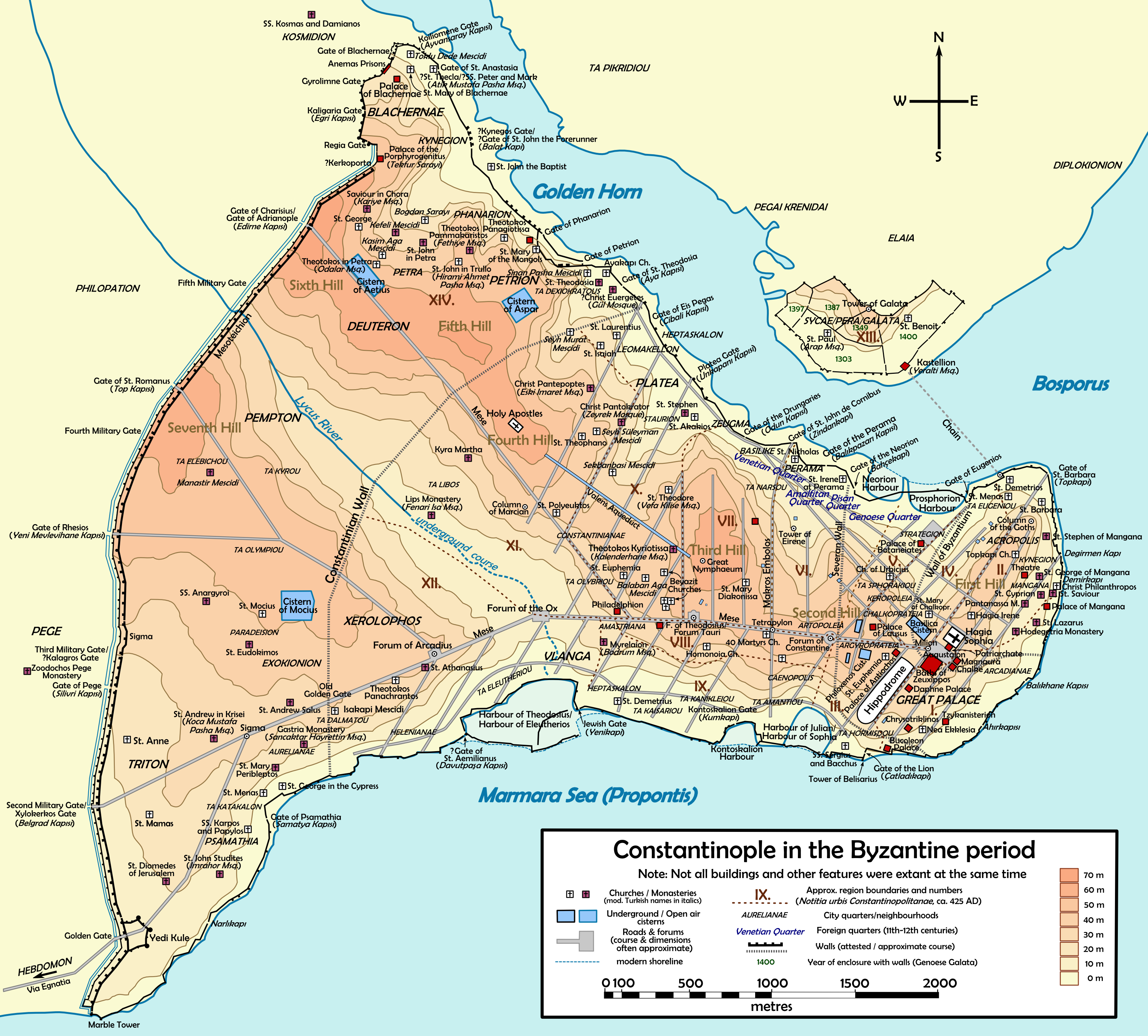
君士坦丁堡地图。拉丁区标为紫色。

拉丁大屠杀（Massacre of the Latins (Italian: Massacro dei Latini; Greek: Σφαγή των Λατίνων) ）于1182年发生在拜占庭帝国首都君士坦丁堡，是一场针对“拉丁人”（罗马天主教教徒）商人及其家人的大规模屠杀。当时，拉丁人控制了城市的海上贸易和金融部门。虽然无法获得确切数字，但是当地的拉丁人估计超过了六万人，不是被杀死就是被迫逃离。热那亚和比萨社区人数更是锐减，有4,000名幸存者作为奴隶卖给土耳其人。

## 背景
自从11世纪后期，西方商人，主要来自意大利城邦：威尼斯、热那亚和比萨，已开始在东方出现。最早是威尼斯人，从拜占庭皇帝阿历克塞一世获得大规模贸易优惠。随后这些特权扩展，拜占庭海军的虚弱，导致在当时出现威尼斯人的海上垄断，控制了拜占庭帝国。阿历克塞的孙子曼努埃尔一世希望降低他们的影响，开始减少威尼斯的特权，并与其对手缔结协议：比萨、热那亚和阿马尔菲。渐渐地，四个意大利城市得到允许，在君士坦丁堡北部临金角湾处建立了拉丁区。
意大利商人的优势，造成拜占庭经济和社会的动荡：加速了独立的本地商人的衰落，却有利于大出口商，他们与贵族地主结盟，这反过来又帮助他们聚敛巨额财产，再加上意大利人的傲慢，造成农村和城市中下阶层的普遍不满。双方之间还存在宗教的差异，互相都指责对方是分裂者，进一步加剧了问题。事实证明帝国当局无法控制这些意大利人：例如，在1162年，比萨人和少数威尼斯人袭击了君士坦丁堡的热那亚区，造成了很大的损害。随后皇帝曼努埃尔将大部分热那亚人和比萨人驱逐出君士坦丁堡，从而使威尼斯人在数年间佔據優勢。
在1171年初，威尼斯人攻击并摧毁了君士坦丁堡的热那亚区，皇帝下令逮捕整个帝国的所有威尼斯人，并没收其财产。随后威尼斯远征爱琴海失败：由于拜占庭的力量，直接进行攻击是不可能的，威尼斯人同意谈判，但是皇帝故意拖延。由于谈判拖了整个冬季，威尼斯舰队在希俄斯等待，直到爆发瘟疫，迫使他们撤退。威尼斯人和帝国敵對，但威尼斯人謹慎地避免直接对抗，而是赞助塞尔维亚人起义，围攻拜占庭在意大利的最后一个据点安科纳，并与诺曼人的西西里王国签署条约。後來敵對关系趨緩，有证据显示在1179年签订了条约，但是关系全面恢复是在1180年代中期才达成的。同时，热那亚人和比萨人得益于与威尼斯的争端，到1180年，估计有多达6万拉丁人居住在君士坦丁堡。

## 曼努埃尔一世的去世与屠杀
1180年曼努埃尔一世去世后，年幼的儿子阿历克塞二世继承皇位，由他的母亲皇后拉丁公主安条克的玛丽担任摄政皇太后。她因偏袒拉丁商人和贵族大地主而臭名昭著，于1182年4月被安德洛尼卡·科穆宁推翻，安德洛尼卡在民众支持的浪潮中，进入了君士坦丁堡。庆祝活动几乎立即就发展为对他们所憎恨的拉丁人的暴力。虽然安德洛尼卡本人并没有明顯的反拉丁傾向，但是他任由大屠杀開展。许多人预料会发生禍事，从海路逃走。随后的大屠杀一片混乱，妇女和儿童都不能倖免，天主教神父受到格外針對。教宗的代表若望枢机主教被斩首，他的头颅被綁在狗尾巴上拖过大街。
在此期间，身为拉丁后裔的皇太后玛丽亚也被大权在握的安德洛尼卡软禁。她写信求助于妹夫匈牙利国王贝拉三世，因而被安德洛尼卡下狱并迫使阿历克塞二世下令以叛国罪处决。
讽刺的是，數年后，安德洛尼卡本人被废黜，交给君士坦丁堡市民的暴徒，先受酷刑，然后草草地在君士坦丁堡赛马场由拉丁士兵执行死刑。

## 影响
大屠杀进一步恶化了拜占庭在天主教徒眼中的形象，虽然拜占庭和拉丁国家之间很快恢复了定期贸易协定，但是敌意並未消失，导致了後續的連鎖反應：1185年，诺曼西西里国王古列尔莫二世率军攻打拜占庭，洗劫了帝国的第二大城市塞萨洛尼基，神圣罗马帝国皇帝腓特烈一世和亨利六世都扬言要进攻君士坦丁堡。 恶化的关系最终导致了1204年第四次十字军残酷的君士坦丁堡之劫，并造成了东正教和天主教之间的长期對立。不过拉丁大屠杀本身罕为人知，天主教历史学家沃伦·卡罗尔指出，历史学家说起1204年君士坦丁堡之劫滔滔不绝，感到愤慨不已 - 这是具有相当的理由 - 但是很少有人提及1182年对西方天主教徒的大屠杀。